# Luca Sangalli
Luca Sangalli Fuentes (San Sebastián, 10 febbraio 1995) è un calciatore spagnolo, centrocampista svincolato.

## Biografia
È il fratello minore di Marco Sangalli, a sua volta calciatore.

## Carriera
Cresciuto nel settore giovanile della Real Sociedad, dopo aver disputato quattro stagioni con la seconda squadra, il 14 agosto 2018 firma un rinnovo biennale con il club basco, venendo definitivamente inserito nella rosa della prima squadra. Il 5 ottobre segna la prima rete tra i professionisti, in occasione della partita vinta per 1-3 contro l’Athletic Bilbao.

## Statistiche

### Presenze e reti nei club
Statistiche aggiornate al 22 ottobre 2018.
| Stagione               | Squadra                | Campionato             | Campionato | Campionato | Coppe nazionali | Coppe nazionali | Coppe nazionali | Coppe continentali | Coppe continentali | Coppe continentali | Altre coppe | Altre coppe | Altre coppe | Totale | Totale |
| Stagione               | Squadra                | Comp                   | Pres       | Reti       | Comp            | Pres            | Reti            | Comp               | Pres               | Reti               | Comp        | Pres        | Reti        | Pres   | Reti   |
| ---------------------- | ---------------------- | ---------------------- | ---------- | ---------- | --------------- | --------------- | --------------- | ------------------ | ------------------ | ------------------ | ----------- | ----------- | ----------- | ------ | ------ |
| 2014-2015              | Real Sociedad B        | SDB                    | 28         | 0          | -               | -               | -               | -                  | -                  | -                  | -           | -           | -           | 28     | 0      |
| 2015-2016              | Real Sociedad B        | SDB                    | 30         | 5          | -               | -               | -               | -                  | -                  | -                  | -           | -           | -           | 30     | 5      |
| 2016-2017              | Real Sociedad B        | SDB                    | 38         | 3          | -               | -               | -               | -                  | -                  | -                  | -           | -           | -           | 38     | 3      |
| 2017-2018              | Real Sociedad B        | SDB                    | 18+1       | 5          | -               | -               | -               | -                  | -                  | -                  | -           | -           | -           | 19     | 5      |
| Totale Real Sociedad B | Totale Real Sociedad B | Totale Real Sociedad B | 114+1      | 13         |                 | -               | -               |                    | -                  | -                  |             | -           | -           | 115    | 13     |
| 2018-2019              | Real Sociedad          | PD                     | 5          | 1          | CR              | 0               | 0               | -                  | -                  | -                  | -           | -           | -           | 5      | 1      |
| Totale carriera        | Totale carriera        | Totale carriera        | 119+1      | 14         |                 | 0               | 0               |                    | -                  | -                  |             | -           | -           | 120    | 14     |

## Palmarès

### Competizioni nazionali
- Coppa di Spagna: 1

Real Sociedad: 2019-2020